# Bayer István (gyógyszerész)
Bayer István (Budapest, 1923. október 18. – Budapest, 2016. szeptember 3.) magyar gyógyszerész, ENSZ-szakértő, az Országos Gyógyszerészeti Intézet igazgatója.

## Életrajza
Apja, ifj. Bayer Antal és nagyapja, id. Bayer Antal is gyógyszerészek voltak, anyja, Faragó Aranka vegyész végzettséggel rendelkezett. Tanulmányait 1933–1941 között a Piarista Gimnáziumban végezte, 1945-ben szerzett gyógyszerészi diplomát az Eötvös Loránd Tudományegyetemen.
Miután édesapja 1945 elején Budapest bombázásának áldozata lett, még az egyetem befejezése előtt átvette a családi Kereszt gyógyszertár (Andrássy út) vezetését, amit a gyógyszertárak államosításáig, 1950-ig ellátott. 1950–1952 között a Richter gyár munkatársa, ahol növénykémiai kutatással foglalkozott. 1952–1954 között a Gyógyszeripari Kutató Intézet munkatársa, majd 1954-től átkerült az Egészségügyi Minisztérium kötelékébe. Itt a műszaki fejlesztési osztályon dolgozott, amelyet 1956–1962 között vezetett is.
1962-ben kinevezték az újonnan megalapított Országos Gyógyszerészeti Intézet első igazgatójának. Az intézményt 1967-ig majd 1973-tól 1984-es nyugdíjazásáig vezette.
1967–1973 között az ENSZ Kábítószer-főosztályán dolgozott Genfben. Ezt követően 1976–1990 között a magyar kormányt képviselte az ENSZ Kábítószer Bizottságában, amelynek 1984-ben az elnöki tisztét is betöltötte. 1988-ban az új nemzetközi kábítószer-egyezményt kidolgozó ENSZ konferencia bizottsági elnöke. Évtizedeken keresztül dolgozott szakértőként az ENSZ és a WHO (Egészségügyi Világszervezet) megbízásából.
1970-ben az Orvostovábbképző Intézet (OTKI) Gyógyszerészeti Tanszékének a vezetőjévé nevezték ki, ezt a tisztet 1990-ig töltötte be.
1953–1967 között a Magyar Gyógyszerkönyvi Bizottság és az ETT Gyógyszerészeti és Gyógyszerkönyvi Bizottság titkára, az Acta Pharmaceutica Hungarica szerkesztője. 1959–1964 között a Gyógyszerész Szakcsoport főtitkára, 1973–1983 között a Magyar Tudományos Akadémia és az Egészségügyi Minisztérium Gyógyszerészeti Gyógyszerkönyvi Bizottságának az elnöke
Számtalan publikációja jelent meg hazai és nemzetközi szaklapokban és folyóiratokban gyógynövénykémia, gyógyszeranalitika és gyógyszerellenőrzés témakörben, majd kábítószer-ellenőrzéssel és drogkutatással kapcsolatban.

## Magánélete
Felesége, Gáthy Éva (1924–2002) ugyancsak gyógyszerész, gyermekei Bayer Fluckiger Éva matematikus és Bayer Antal fordító, szerkesztő.

## Önálló kötetek
- Az addendum és a formulae normales egyes recepturai vonatkozásai (1959)
- A kábítószer (Gondolat kiadó, 1989)
- A drogok történelme. A kábítószerek története az ókortól napjainkig, Aranyhal, Budapest, 2000
- Drogok és emberek – Múlt, jelen, jövő, Magyar Gyógyszerésztudományi Társaság–Focus, Budapest, 2005
- Drogok és emberek: múlt, jelen, jövő (Magyar Gyógyszerésztudományi Társaság, 2005)
- A gyógyszerészet kialakulása és fejlődése (Galenus kiadó, 2010)

## Kitüntetések
- Munka Érdemrend arany fokozata (1974)
- Schulek Elemér-emlékérem (1977)
- Winkler Lajos-emlékérem (1984)
- Than Károly-emlékérem (1984)
- Szocialista Magyarországért (1984)
- A Magyar Köztársasági Érdemrend tisztikeresztje (1994)
- Serge Sotiroff érem (1994)
- Szebellédy László-emlékérem (1996)
- Magyar Gyógyszerész Kamara Aranyérme (2000)
- Kabay János-díj (2001)
- Batthyány-Strattman-díj (2003)
- Kazay Endre-emlékérem (2003)
- Magyar Köztársasági Arany Érdemkereszt (2006)